# Governors Island
Governors Island (do inglês, que significa literalmente "ilha dos governadores") é uma ilha de 86 hectares, situada na baía de Nova Iorque, aproximadamente a um quilômetro ao sul de Manhattan. Está separada do Brooklyn pelo Buttermilk Channel.

## História

### Período colonial

Mapa de Governors Island

Governors Island era orginalmente habitada pelo povo indígena norte-americano Lenape. Tinha muitas enseadas ao longo de sua costa, e grande quantidade de nogueiras, de onde o nome nativo da ilha Paggank (Ilha das Nozes) é derivado. Não há evidências suficientes sobre se a Ilha dos Governadores continha algum assentamento permanente de Lenape, ou se era usada principalmente para caça e coleta. [10] Em 1524, o explorador Giovanni da Verrazzano foi talvez o primeiro europeu a observar o que era então chamado de Paggank. [16] Cem anos depois, em maio de 1624, Noten Eylandt foi o local de desembarque dos primeiros colonos nos Novos Países Baixos. Eles haviam chegado da República Holandesa com o navio New Netherland sob o comando de Cornelius Jacobsen May, que desembarcou na ilha com trinta famílias, a fim de tomar posse do território dos Novos Países Baixos. [17] Por esta razão, o Senado e a Assembleia do Estado de Nova York reconhecem Governors Island como o berço do estado de Nova York, e também certificam a ilha como o lugar em que ocorreu o plantio da "garantia jurídico-política da tolerância no continente norte-americano."
Em 1633, o quinto governador dos Novos Países Baixos, Wouter van Twiller, chegou com um regimento de 104 homens em Noten Eylandt, e mais tarde comandou a ilha para seu uso pessoal. [10] Ele assegurou sua fazenda redigindo uma escritura em 16 de junho de 1637, que foi assinada por dois líderes lenape, Cacapeteyno e Pewihas, em nome de sua comunidade em Keshaechquereren, situada na atual Nova Jersey. [19][16] Van Twiller cultivou uma fazenda na ilha, até mesmo construindo um moinho de vento na terra, até retornar à Holanda em 1642. [10] O moinho de vento foi demolido possivelmente em 1648, quando o governador colonial Peter Stuyvesant o queimou depois de vê-lo em condições inoperantes. [20] Depois disso, Noten Eylandt é dito ter sido usado como um campo de recreação pelos holandeses entre 1652 e 1664. [13] Há pouca outra documentação sobre o uso da ilha durante o período colonial holandês, além do fato de que ela permaneceu em propriedade pública desde que Van Twiller deixou os Novos Países Baixos.
Os Novos Países Baixos foram formalmente cedidos aos ingleses em 1667, e os ingleses rebatizaram o assentamento Nova York em junho de 1665. Em 1674, os britânicos tinham controle total da ilha. [22][16] Neste ponto, a costa leste da ilha estava separada do Brooklyn por um canal raso que poderia ser facilmente atravessado na maré baixa. Isso ficou conhecido como Buttermilk Channel, já que as mulheres da fazenda usavam o canal para viajar para a ilha de Manhattan em barcos e vender buttermilk. [13] Em 1680, a Ilha Nutten continha uma única casa e pasto para ser usado pelos governadores coloniais para criar ovelhas, gado e cavalos. 

### Período pós-colonial
De 1776 a 1996, foi uma base do Exército estadounidense, e da guarda costeira. A origem de seu nome data de 1698, quando Nova Iorque era uma colônia inglesa, a assembleia colonial havia reservado a ilha para o uso exclusivo dos governadores de Nova Iorque.
A ilha foi designada, em 4 de fevereiro de 1985, um distrito do Registro Nacional de Lugares Históricos bem como, na mesma data, um Marco Histórico Nacional.